# Lijst van nummer 1-hits in Australië in 2015
Deze hits stonden in 2015 op nummer 1 in de ARIA Charts, de bekendste hitlijst in Australië.
| Datum        | Artiest                                                                       | Titel                           |
| ------------ | ----------------------------------------------------------------------------- | ------------------------------- |
| 4 januari    | Mark Ronson & Bruno Mars                                                      | Uptown funk!                    |
| 11 januari   | Mark Ronson & Bruno Mars                                                      | Uptown funk!                    |
| 18 januari   | Mark Ronson & Bruno Mars                                                      | Uptown funk!                    |
| 25 januari   | Mark Ronson & Bruno Mars                                                      | Uptown funk!                    |
| 1 februari   | Omi                                                                           | Cheerleader (Felix Jaehn remix) |
| 8 februari   | Omi                                                                           | Cheerleader (Felix Jaehn remix) |
| 15 februari  | Omi                                                                           | Cheerleader (Felix Jaehn remix) |
| 22 februari  | Rihanna, Kanye West & Paul McCartney                                          | Fourfiveseconds                 |
| 1 maart      | Ellie Goulding                                                                | Love me like you do             |
| 8 maart      | Ellie Goulding                                                                | Love me like you do             |
| 15 maart     | Ellie Goulding                                                                | Love me like you do             |
| 22 maart     | Ellie Goulding                                                                | Love me like you do             |
| 29 maart     | LunchMoney Lewis                                                              | Bills                           |
| 5 april      | LunchMoney Lewis                                                              | Bills                           |
| 12 april     | Major Lazer, DJ Snake & MØ                                                    | Lean on                         |
| 19 april     | Wiz Khalifa & Charlie Puth                                                    | See you again                   |
| 26 april     | Wiz Khalifa & Charlie Puth                                                    | See you again                   |
| 3 mei        | Wiz Khalifa & Charlie Puth                                                    | See you again                   |
| 10 mei       | Wiz Khalifa & Charlie Puth                                                    | See you again                   |
| 17 mei       | Wiz Khalifa & Charlie Puth                                                    | See you again                   |
| 24 mei       | Wiz Khalifa & Charlie Puth                                                    | See you again                   |
| 31 mei       | Saygrace & G-Eazy                                                             | You don't own me                |
| 7 juni       | Taylor Swift & Kendrick Lamar                                                 | Bad blood                       |
| 14 juni      | Taylor Swift & Kendrick Lamar                                                 | Bad blood                       |
| 21 juni      | Taylor Swift & Kendrick Lamar                                                 | Bad blood                       |
| 28 juni      | Conrad Sewell                                                                 | Start again                     |
| 5 juli       | Meghan Trainor & John Legend                                                  | Like I'm gonna lose you         |
| 12 juli      | Meghan Trainor & John Legend                                                  | Like I'm gonna lose you         |
| 19 juli      | Meghan Trainor & John Legend                                                  | Like I'm gonna lose you         |
| 26 juli      | Lost Frequencies                                                              | Are you with me                 |
| 2 augustus   | Lost Frequencies                                                              | Are you with me                 |
| 9 augustus   | One Direction                                                                 | Drag me down                    |
| 16 augustus  | Delta Goodrem                                                                 | Wings                           |
| 23 augustus  | Delta Goodrem                                                                 | Wings                           |
| 30 augustus  | Calvin Harris & Disciples                                                     | How deep is your love           |
| 6 september  | Justin Bieber                                                                 | What do you mean?               |
| 13 september | Justin Bieber                                                                 | What do you mean?               |
| 20 september | Justin Bieber                                                                 | What do you mean?               |
| 27 september | Justin Bieber                                                                 | What do you mean?               |
| 4 oktober    | Macklemore, Ryan Lewis, Eric Nally, Melle Mel, Kool Moe Dee & Grandmaster Caz | Downtown                        |
| 11 oktober   | Macklemore, Ryan Lewis, Eric Nally, Melle Mel, Kool Moe Dee & Grandmaster Caz | Downtown                        |
| 18 oktober   | Macklemore, Ryan Lewis, Eric Nally, Melle Mel, Kool Moe Dee & Grandmaster Caz | Downtown                        |
| 25 oktober   | Macklemore, Ryan Lewis, Eric Nally, Melle Mel, Kool Moe Dee & Grandmaster Caz | Downtown                        |
| 1 november   | Adele                                                                         | Hello                           |
| 8 november   | Adele                                                                         | Hello                           |
| 15 november  | Adele                                                                         | Hello                           |
| 22 november  | Adele                                                                         | Hello                           |
| 29 november  | Adele                                                                         | Hello                           |
| 6 december   | Adele                                                                         | Hello                           |
| 13 december  | Justin Bieber                                                                 | Love yourself                   |
| 20 december  | Justin Bieber                                                                 | Love yourself                   |
| 27 december  | Justin Bieber                                                                 | Love yourself                   |